# Lambruisse
Lambruisse ist eine französische Gemeinde mit 81 Einwohnern (Stand 1. Januar 2022) in der Region Provence-Alpes-Côte d’Azur. Sie gehört zum Arrondissement Castellane und zum Kanton Castellane.

## Geografie
767 Hektar der Gemeindegemarkung sind bewaldet. Das Dorf liegt auf 1100 m.
Die angrenzenden Gemeinden sind
- Thorame-Basse im Nordosten,
- Saint-André-les-Alpes im Südosten,
- Moriez im Süden,
- Clumanc im Südwesten,
- Tartonne im Nordwesten.

### Erhebungen
- Col du Défens, 1267 m,
- Grande Séoune, 1694 m,
- Sommet de la Sapée, 1702 m,
- Le Cugulet, 1014 m

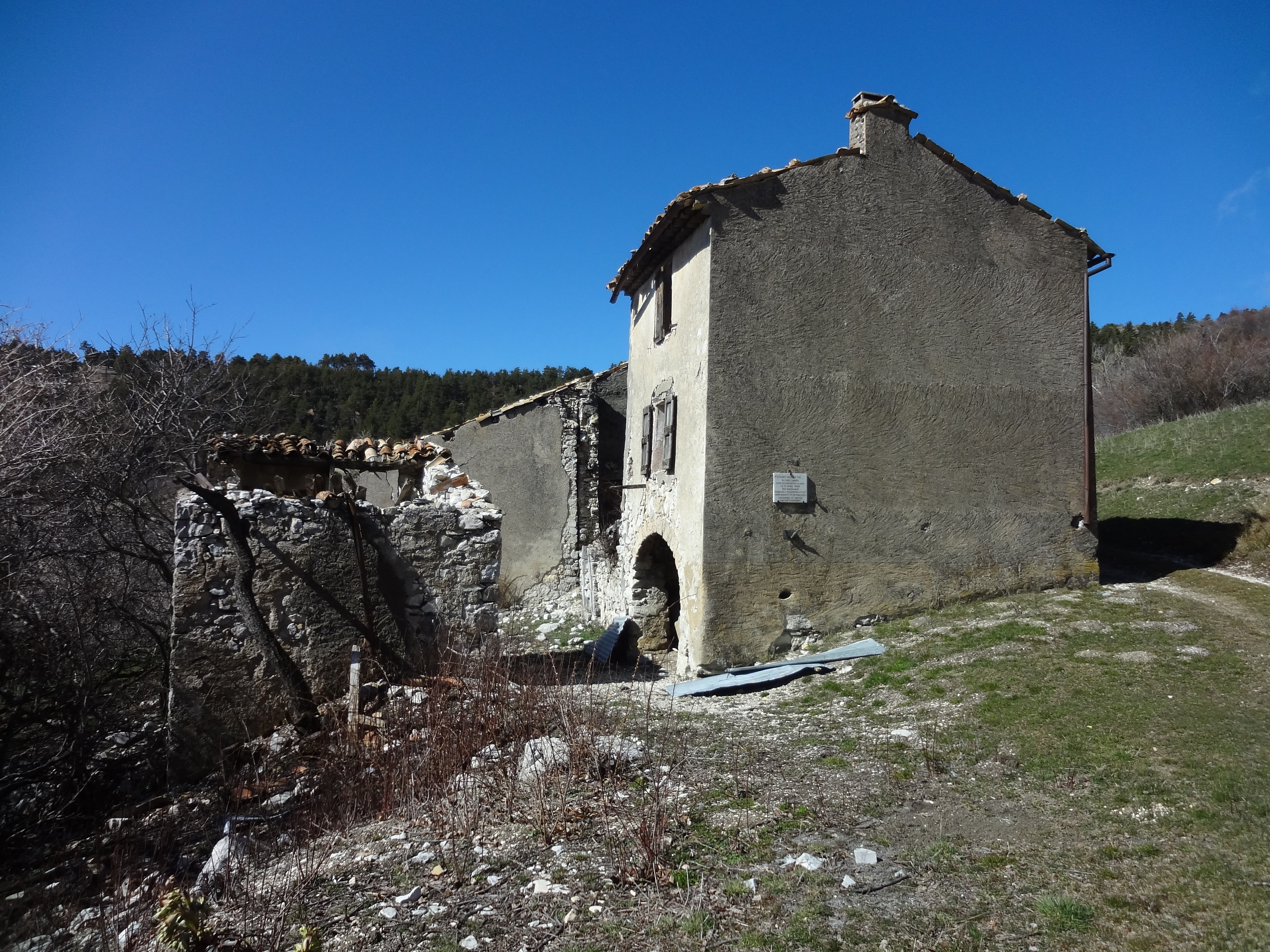
Ferme de Laval
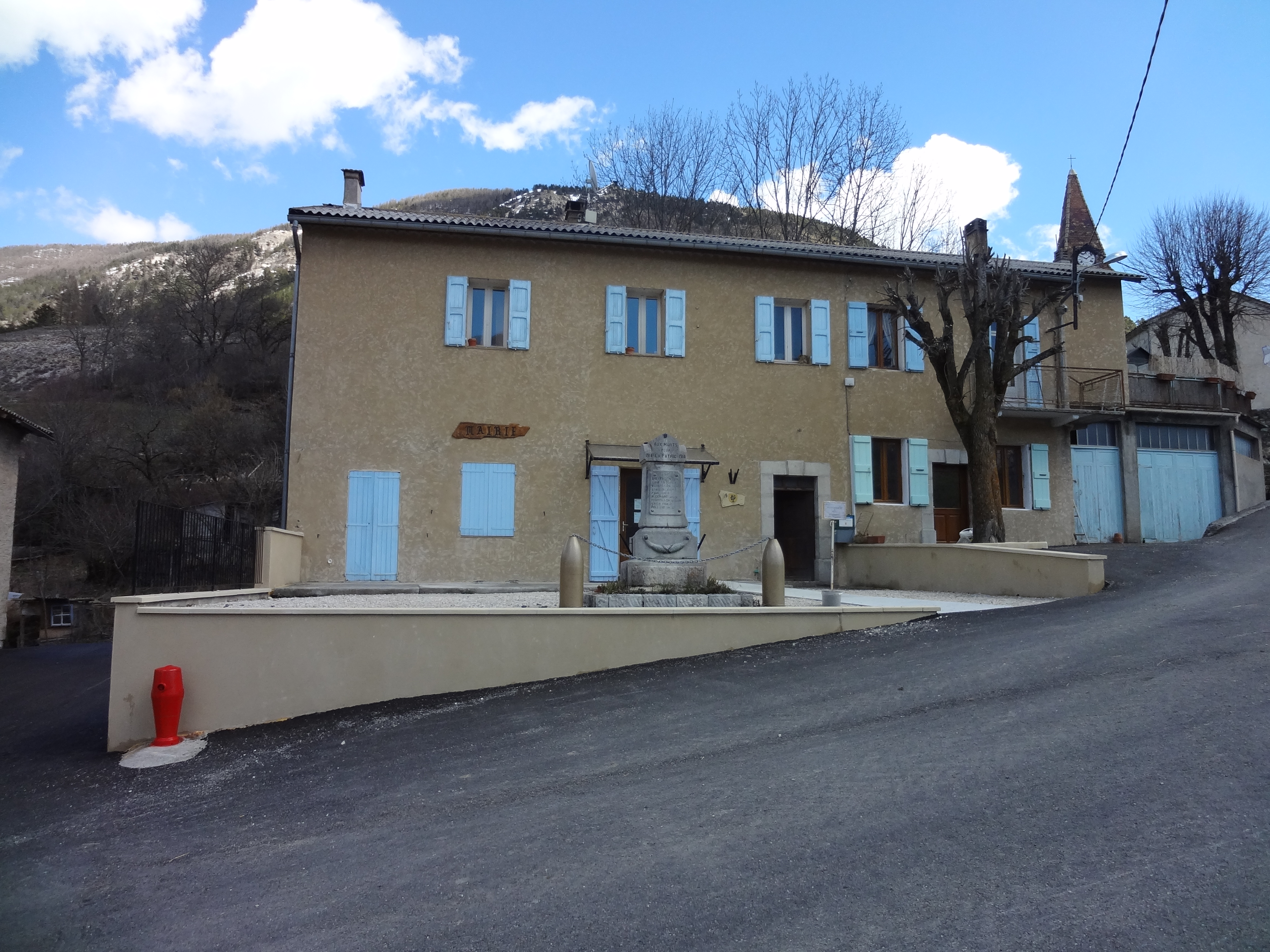
Mairie

## Bevölkerungsentwicklung
| Jahr      | 1962 | 1968 | 1975 | 1982 | 1990 | 1999 | 2008 | 2012 |
| --------- | ---- | ---- | ---- | ---- | ---- | ---- | ---- | ---- |
| Einwohner | 86   | 79   | 73   | 49   | 55   | 70   | 85   | 94   |